# Jan Cífka
Jan Cífka (12. dubna 1909, České Budějovice – 21. srpna 1978) byl československý lyžař.

## Sportovní kariéra
Na III. ZOH v Lake Placid 1932 skončil ve skocích na lyžích na 24. místě, v severské kombinaci na 11. místě, v běhu na lyžích na 18 km skončil na 22. místě a v běhu na 50 km na 14. místě.